# Covoada (Cap Verd)
Covoada (crioll capverdià Kobada) és una vila al nord de l'illa de São Nicolau a l'arxipèlag de Cap Verd. Està situada 7 kilòmetres al nord-oest de Ribeira Brava.